# Костюк Володимир Миколайович
Володи́мир Микола́йович Костю́к (17 березня 1981, село Яківка, Тлумацький район, Івано-Франківська область — 31 серпня 2014, село Новокатеринівка, Старобешівський район, Донецька область) — український військовослужбовець, капітан III рангу (посмертно) Військово-Морських Сил Збройних Сил України. Загинув під час російсько-української війни.

## Життєпис
Володимир Костюк народився в селі Яківка на Прикарпатті, в родині військового. 1991 року його родина оселилася у Коломиї, де Володя навчався в ЗОШ № 4, потім в ЗОШ № 8. З дитинства хотів бути військовим, як батько, проявляв лідерські якості, марив небом, мріяв про власний парашут.
Призваний на військову службу 16.07.1999 року Коломийським РВК Івано-Франківської області. Закінчив Одеський інститут Сухопутних військ, факультет розвідки, спеціальність офіцер-водолаз спецпризначення. За розподілом проходив службу у Центрі «Десна», по тому перевівся до військової частини «морських котиків» в Очаків. Проходив навчання в Канаді та Хорватії. Брав участь у спільних навчаннях Україна — НАТО, здійснив 422 занурення у воду і 145 стрибків з парашутом, підготував понад півтисячі десантників, вільно розмовляв французькою.
Капітан-лейтенант, начальник групи десантного забезпечення 73-го морського центру спеціального призначення, в/ч А1594. 9 серпня 2014 був направлений у зону бойових дій в район Іловайська.
Загинув 31 серпня 2014 року під час виходу з «Іловайського котла» т. зв. «зеленим коридором» в районі села Новокатеринівка. 2 вересня тіло офіцера, разом з тілами 87 інших загиблих, було привезено до запорізького моргу. Упізнаний бойовими товаришами та родичами.
Бойовий товариш Володимира, який був разом із ним, розповів, що вони базувалися в закинутій школі неподалік Іловайська. О 4-й ранку повантажились на «Урал». Близько 8-ї ранку вишикувалася колона, аби рухатися «гуманітарним коридором». Володимир Костюк сидів у кабіні біля водія, решта два десятки воїнів — у кузові. Їхній «Урал» був у хвості колони, під час виходу його підбили біля соняшникового поля, Володимир Костюк загинув. Вихід двох колон з Іловайська розпочався вранці 29 серпня, але офіційною датою смерті Володимира Костюка вважається 31 серпня, цю ж дату зазначено на пам'ятнику на могилі Володимира.
Похований 10 вересня 2014 на Алеї Слави в місті Коломиї. Залишилися дружина, батьки і сестра.

## Нагороди
- Орден «За мужність» III ст. (21 жовтня 2014, посмертно) — за особисту мужність і героїзм, виявлені у захисті державного суверенітету та територіальної цілісності України, вірність військовій присязі.
- Медаль «15 років Збройним Силам України».
- Медаль «За сумлінну службу» III ст.